# Черокі-Стрип (Каліфорнія)
Черокі-Стрип (англ. Cherokee Strip) — переписна місцевість (CDP) в США, в окрузі Керн штату Каліфорнія. Населення — 206 осіб (2020).

## Географія
Черокі-Стрип розташоване за координатами 35°28′10″ пн. ш. 119°15′41″ зх. д. / 35.46944° пн. ш. 119.26139° зх. д. (35.469567, -119.261525).  За даними Бюро перепису населення США в 2010 році переписна місцевість мала площу 0,23 км², уся площа — суходіл.

## Демографія
Згідно з переписом 2010 року, у переписній місцевості мешкало 227 осіб у 56 домогосподарствах у складі 47 родин. Густота населення становила 967 осіб/км².  Було 64 помешкання (273/км²).
Расовий склад населення:
| - 37,0 % — білих - 1,8 % — корінних американців - 51,5 % — осіб інших рас |

До двох чи більше рас належало 9,7 %. Частка іспаномовних становила 82,4 % від усіх жителів.
За віковим діапазоном населення розподілялося таким чином: 35,2 % — особи молодші 18 років, 56,9 % — особи у віці 18—64 років, 7,9 % — особи у віці 65 років та старші. Медіана віку мешканця становила 27,3 року. На 100 осіб жіночої статі у переписній місцевості припадало 100,9 чоловіків;  на 100 жінок у віці від 18 років та старших — 96,0 чоловіків також старших 18 років.
Середній дохід на одне домашнє господарство  становив 39 407 доларів США (медіана — 28 889), а середній дохід на одну сім'ю — 34 898 доларів (медіана — 27 344). За межею бідності перебувало 59,7 % осіб, у тому числі 78,8 % дітей у віці до 18 років та 78,8 % осіб у віці 65 років та старших.
Цивільне працевлаштоване населення становило 68 осіб. Основні галузі зайнятості: освіта, охорона здоров'я та соціальна допомога — 22,1 %, транспорт — 19,1 %, роздрібна торгівля — 16,2 %, науковці, спеціалісти, менеджери — 14,7 %.